# Atletisme als Jocs Olímpics d'Estiu de 1968
Als Jocs Olímpics d'Estiu de 1968 celebrats a Ciutat de Mèxic (Mèxic) es disputaren 36 proves atlètiques, 24 en categoria masculina i 12 en categoria femenina. Les proves es disputaren a l'Estadi Olímpic Universitari de la capital mexicana entre els dies 13 i 20 d'octubre de 1968.
Hi participaren un total de 1.028 atletes, entre ells 785 homes i 243 dones, de 92 comitès nacionals diferents.

## Fets destacats

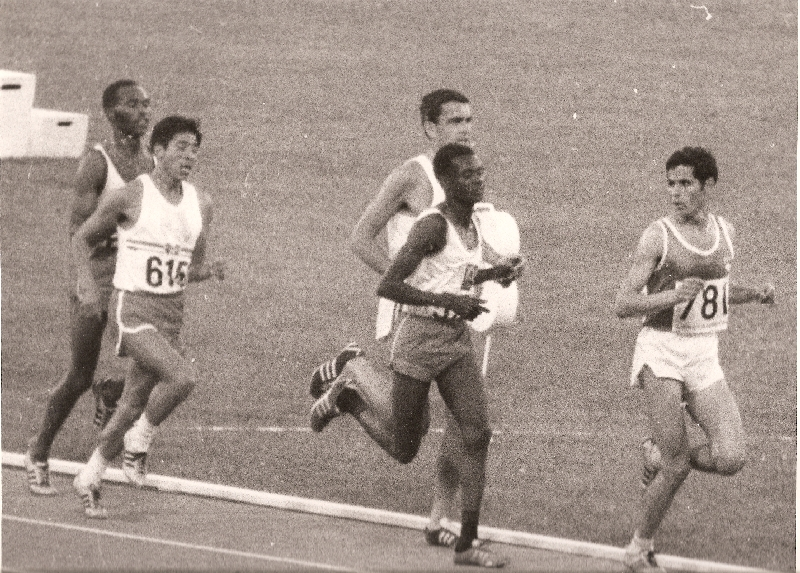
Victòria de Mohammed Gammoudi en els 5000 metres.

- Es van batre 22 rècords del món en atletisme. L'atleta nord-americà Bob Beamon, amb el seu salt de 8.90 metres, va establir un nou rècord del món de salt de llargada que es va mantenir vigent durant vint-i-tres anys; el de 4 x 400 de l'equip nacional dels EUA més de 22 anys; i el de 400 m. llisos de Lee Evans gairebé uns altres 20 anys més.
- El saltador d'alçada Dick Fosbury guanyà la medalla d'or en aquesta disciplina gràcies a una nova tècnica, que seria coneguda a partir d'aquell moment com estil Fosbury.
- En els 100 metres llisos, per primera vegada a la història, es va córrer en menys de 10 segons: Jim Hines ho va fer en 9"95'.
- Els atletes afroamericans van ser notícia en el transcurs d'aquests Jocs. En
- En l'acte de proclamació de vencedors dels 200 metres llisos Tommie Smith i John Carlos, or i bronze respectivament en aquesta prova, van alçar el puny enfundat en un guant negre i van baixar el cap quan va sonar l'himne del seu país; amb aquest gest van fer ostensible la seva protesta per la tensió racial que es vivia als Estats Units. Després d'aquest gest van ser expulsats de l'equip nord-americà i desallotjats de la vila olímpica, si bé reberen el suoport d'atletes com Lee Evans, G. Lawrence James i Ronald Freeman, els quals van amenaçar amb no participar en les proves en less quals estaven seleccionats.
- Es van introduir els primers controls antidopatge.

## Resum de medalles

### Categoria masculina
| Prova                          | Or                                                                        | Or           | Argent                                                               | Argent   | Bronze                                                                    | Bronze   |
| 100 m Detalls                  | Jim Hines                                                                 | 9.95 (RM)    | Lennox Miller                                                        | 10.04    | Charles Greene                                                            | 10.07    |
| 200 m Detalls                  | Tommie Smith                                                              | 19.83 (RM)   | Peter Norman                                                         | 20.06    | John Carlos                                                               | 20.10    |
| 400 m Detalls                  | Lee Evans                                                                 | 43.86 (RM)   | Larry James                                                          | 43.97    | Ron Freeman                                                               | 44.41    |
| 800 m Detalls                  | Ralph Doubell                                                             | 1:44.40 (RM) | Wilson Kiprugut                                                      | 1:44.57  | Tom Farrell                                                               | 1:45.46  |
| 1.500 m Detalls                | Kipchoge Keino                                                            | 3:34.91 (RO) | Jim Ryun                                                             | 3:37.89  | Bodo Tümmler                                                              | 3:39.08  |
| 5.000 m Detalls                | Mohammed Gammoudi                                                         | 14:05.01     | Kipchoge Keino                                                       | 14:05.61 | Naftali Temu                                                              | 14:06.41 |
| 10.000 m Detalls               | Naftali Temu                                                              | 29:27.40     | Mamo Wolde                                                           | 29:27.75 | Mohammed Gammoudi                                                         | 29:34.20 |
| Marató Detalls                 | Mamo Wolde                                                                | 2:20:27      | Kenji Kimihara                                                       | 2:23:31  | Mike Ryan                                                                 | 2:23:45  |
| 110 m tanques Detalls          | Willie Davenport                                                          | 13.33 (RM)   | Ervin Hall                                                           | 13.42    | Eddy Ottoz                                                                | 13.46    |
| 400 m tanques Detalls          | David Hemery                                                              | 48.12 (RM)   | Gerhard Hennige                                                      | 49.02    | John Sherwood                                                             | 49.03    |
| 3.000 m obstacles Detalls      | Amos Biwott                                                               | 8:51.02      | Benjamin Kogo                                                        | 8:51.56  | George Young                                                              | 8:51.86  |
| 4x100 m relleus Detalls        | Estats UnitsCharles Greene · Melvin Pender · Ronnie Ray Smith · Jim Hines | 38.24 (RM)   | CubaHermes Ramírez · Juan Morales · Pablo Montes · Enrique Figuerola | 38.40    | FrançaGérard Fénouil · Jocelyn Delecour · Claude Piquemal · Roger Bambuck | 38.43    |
| 4x400 m relleus Detalls        | Estats UnitsVincent Matthews · Ron Freeman · Larry James · Lee Evans      | 2:56.16 (RM) | KenyaDaniel Rudisha · Hezahiah Nyamau · Naftali Bon · Charles Asati  | 2:59.64  | RFAHelmar Müller · Manfred Kinder · Gerhard Hennige · Martin Jellinghaus  | 3:00.57  |
| 20 km marxa Detalls            | Volodímir Holubnitxi                                                      | 1:33:58      | José Pedraza                                                         | 1:34:00  | Nikolay Smaga                                                             | 1:34:03  |
| 50 km marxa Detalls            | Christoph Höhne                                                           | 4:20:14      | Antal Kiss                                                           | 4:30:17  | Larry Young                                                               | 4:31:55  |
| Salt de llargada Detalls       | Bob Beamon                                                                | 8.90 m (RM)  | Klaus Beer                                                           | 8.19 m   | Ralph Boston                                                              | 8.16 m   |
| Triple salt Detalls            | Víktor Sanéiev                                                            | 17.39 m (RM) | Nelson Prudêncio                                                     | 17.27 m  | Giuseppe Gentile                                                          | 17.22 m  |
| Salt d'alçada Detalls          | Dick Fosbury                                                              | 2.24 m (RO)  | Ed Caruthers                                                         | 2.22 m   | Valentin Gavrilov                                                         | 2.20 m   |
| Salt amb perxa Detalls         | Bob Seagren                                                               | 5.40 m (RO)  | Claus Schiprowski                                                    | 5.40 m   | Wolfgang Nordwig                                                          | 5.40 m   |
| Llançament de pes Detalls      | Randy Matson                                                              | 20.54 m (RO) | George Woods                                                         | 20.12 m  | Eduard Gushchin                                                           | 20.09 m  |
| Llançament de disc Detalls     | Al Oerter                                                                 | 64.78 m (RO) | Lothar Milde                                                         | 63.08 m  | Ludvík Daněk                                                              | 62.92 m  |
| Llançament de javelina Detalls | Jānis Lūsis                                                               | 90.10 m (RO) | Jorma Kinnunen                                                       | 88.58 m  | Gergely Kulcsár                                                           | 87.06 m  |
| Llançament de martell Detalls  | Gyula Zsivótzky                                                           | 73.36 m (RO) | Romuald Klim                                                         | 73.28 m  | Lázár Lovász                                                              | 69.78 m  |
| Decatló Detalls                | Bill Toomey                                                               | 8193 (RO)    | Hans Walde                                                           | 8111     | Kurt Bendlin                                                              | 8064     |

### Categoria femenina
| Prova                          | Or                                                                             | Or           | Argent                                                                       | Argent  | Bronze                                                                                  | Bronze  |
| 100 m Detalls                  | Wyomia Tyus                                                                    | 11.0 (RM)    | Barbara Ferrell                                                              | 11.1    | Irena Szewińska                                                                         | 11.1    |
| 200 m Detalls                  | Irena Szewińska                                                                | 22.5 (RM)    | Raelene Boyle                                                                | 22.7    | Jenny Lamy                                                                              | 22.8    |
| 400 m Detalls                  | Colette Besson                                                                 | 52.0         | Lillian Board                                                                | 52.1    | Natalya Pechonkina                                                                      | 52.2    |
| 800 m Detalls                  | Madeline Manning                                                               | 2:00.9 (RM)  | Ilona Silai                                                                  | 2:02.5  | Maria Gommers                                                                           | 2:02.6  |
| 80 m tanques Detalls           | Maureen Caird                                                                  | 10.3 (RM)    | Pam Kilborn                                                                  | 10.4    | Chi Cheng                                                                               | 10.4    |
| 4x100 m relleus Detalls        | Estats UnitsMargaret Bailes · Barbara Ferrell · Mildrette Netter · Wyomia Tyus | 42.8 (RM)    | CubaVioletta Quesada · Miguelina Cobián · Marlene Elejarde · Fulgencia Romay | 43.3    | Unió SovièticaGalina Bukharina · Lyudmila Samotesova · Vera Popkova · Liudmila Zharkova | 43.4    |
| Salt de llargada Detalls       | Viorica Viscopoleanu                                                           | 6.82 m (RM)  | Sheila Sherwood                                                              | 6.68 m  | Tatyana Talysheva                                                                       | 6.66 m  |
| Salt d'alçada Detalls          | Miloslava Rezková                                                              | 1.82 m       | Antonina Okorokova                                                           | 1.80 m  | Valentina Kozyr                                                                         | 1.80 m  |
| Llançament de pes Detalls      | Margitta Gummel                                                                | 19.61 m (RM) | Marita Lange                                                                 | 18.78 m | Nadejda Txijova                                                                         | 18.19 m |
| Llançament de disc Detalls     | Lia Manoliu                                                                    | 58.28 m (RO) | Liesel Westermann                                                            | 57.76 m | Jolán Kleiber                                                                           | 54.90 m |
| Llançament de javelina Detalls | Angéla Németh                                                                  | 60.36 m      | Mihaela Peneș                                                                | 59.92 m | Eva Janko                                                                               | 58.04 m |
| Pentatló Detalls               | Ingrid Becker                                                                  | 5098         | Liese Prokop                                                                 | 4966    | Annamária Tóth                                                                          | 4959    |

RM: rècord mundial
RO: rècord olímpic

## Medaller
| Posició | País                 | Or | Argent | Bronze | Total |
| 1       | Estats Units         | 15 | 6      | 7      | 28    |
| 2       | Kenya                | 3  | 4      | 1      | 8     |
| 3       | Unió Soviètica       | 3  | 2      | 8      | 13    |
| 4       | Austràlia            | 2  | 3      | 1      | 6     |
| 4       | RDA                  | 2  | 3      | 1      | 6     |
| 6       | Romania              | 2  | 2      | 0      | 4     |
| 7       | Hongria              | 2  | 1      | 4      | 7     |
| 8       | RFA                  | 1  | 4      | 3      | 8     |
| 9       | Regne Unit           | 1  | 2      | 1      | 4     |
| 10      | Etiòpia              | 1  | 1      | 0      | 2     |
| 11      | França               | 1  | 0      | 1      | 2     |
| 11      | Polònia              | 1  | 0      | 1      | 2     |
| 11      | Tunísia              | 1  | 0      | 1      | 2     |
| 11      | Txecoslovàquia       | 1  | 0      | 1      | 2     |
| 15      | Cuba                 | 0  | 2      | 0      | 2     |
| 16      | Àustria              | 0  | 1      | 1      | 2     |
| 17      | Brasil               | 0  | 1      | 0      | 1     |
| 17      | Finlàndia            | 0  | 1      | 0      | 1     |
| 17      | Jamaica              | 0  | 1      | 0      | 1     |
| 17      | Japó                 | 0  | 1      | 0      | 1     |
| 17      | Mèxic                | 0  | 1      | 0      | 1     |
| 22      | Itàlia               | 0  | 0      | 2      | 2     |
| 23      | Nova Zelanda         | 0  | 0      | 1      | 1     |
| 23      | Països Baixos        | 0  | 0      | 1      | 1     |
| 23      | República de la Xina | 0  | 0      | 1      | 1     |